# Udayin
Udayin, Udayabhadda, Udayibhadda of Udayabhadra was een koning van Magadha, een van de mahajanapada's. Udayin behoorde tot de Haryanka-dynastie.

## Geboorte
Udayin was de zoon van Ajatasattu en Vajira, een dochter van koning Pasenadi van Koshala. Het huwelijk tussen Ajatasattu en Vajira was een bezegeling van de vrede na de oorlog die Ajatasattu tegen zijn oom Pasenadi had gevoerd. Volgens jaïnische geschriften zou Udayin geboren zijn toen zijn grootvader, koning Bimbisara, nog leefde. Boeddhistische geschriften verhalen echter over de geboorte van Udayin op de dag dat Ajatasattu zijn vader ombracht. Het ervaren van vaderliefde dat gepaard ging met de geboorte zou net te laat zijn geweest om Ajatasattu te weerhouden van de patricide. Ajatasattu zou gevreesd hebben dat ook zijn zoon over zou gaan tot vadermoord en gehoopt hebben dat zijn zoon monnik zou worden.

## Machtsovername, dood en opvolgers
Volgens boeddhistische geschriften zou ook Udayin patricide hebben gepleegd, net als de daaropvolgende drie koningen. Jaïnische geschriften stellen echter dat Udayin zijn vader trouw diende als onderkoning in Champa, om daarna als koning te worden aangesteld. Volgens de Purana's kwam voor Udayin eerst nog Darshaka of Vamsaka aan de macht.
Udayin zou het door zijn vader opgezette fort Pataligrama aan de Ganges hebben laten uitbouwen tot zijn hoofdstad. Net als zijn vader zal hij gestreden hebben tegen Avanti en volgens jaïnische geschriften werd Udayin vermoord door een huurmoordenaar van koning Palaka van Avanti. Volgens boeddhistische geschriften zouden Udayin en de daaropvolgende drie koningen Anuruddha, Munda en Nagadasaka echter allen omgekomen zijn door patricide.
Volgens de Purana's werd Udayin opgevolgd door Nandivardhana en Mahanandin. De naam Nandivardhana komt ook voor in de Pradyota-dynastie.
Wie de opvolgers ook waren, ze zullen van weinig belang zijn geweest en kort hebben geregeerd tot met Shishunaga de Shaishunaga-dynastie gesticht werd.

## Chronologie
De chronologie van de vroege dynastieën hangt mede samen met het sterftejaar van de Boeddha. Aangezien diens mahaparinibbana onbekend is, zijn ook de regeringsjaren onzeker. Volgens de boeddhistische traditie stierf de Boeddha tijdens het achtste regeringsjaar van Ajatasattu. Volgens theravada, het boeddhisme van het zuiden, vond de mahaparinibbana plaats in 544/543 v.Chr., de lange chronologie. Buiten theravada wordt dit niet als realistisch gezien. Veel Indische historici achten de gecorrigeerde lange chronologie waarschijnlijker, waarbij de mahaparinibbana rond 483 v.Chr. wordt geplaatst. Het noordelijk boeddhisme gaat uit van de korte chronologie, waarmee het sterfjaar van de Boeddha op 378/368 v.Chr. uitkomt. Veel westerse historici achten het waarschijnlijker dat de Boeddha in de vierde eeuw v.Chr. stierf. Niet alleen het sterftejaar van de Boeddha is onzeker, ook is het bestaan van enkele koningen en het aantal regeringsjaren van veel koningen onzeker, wat elke chronologie verder compliceert.
|                                              | Lange chronologie | Gecorrigeerde lange chronologie | Korte chronologie |
| -------------------------------------------- | ----------------- | ------------------------------- | ----------------- |
| Bimbisara                                    |                   | ~542 - 490 v.Chr.               |                   |
| Ajatasattu                                   |                   | ~490 - 459 v.Chr.               |                   |
| Mahaparinibbana                              | ~543 v.Chr.       | ~483 v.Chr.                     | ~378/368 v.Chr.   |
| Udayin en de volgende drie Haryanka-koningen |                   | ~459 - 427/410 v.Chr.           |                   |
| Shishunaga en zijn opvolgers                 |                   | ~427/410 - 361 v.Chr.           |                   |
| Nanda's                                      |                   | ~361/342 - 321 v.Chr.           |                   |